# Orizzonti diagnostici del suolo secondo USDA
Gli orizzonti diagnostici sono considerati come dei "segni" lasciati dai diversi fattori pedogenetici che hanno agito su un suolo; ai fini della classificazione, nella tassonomia del suolo secondo USDA se ne individuano parecchi differenti tipi, sia di superficie (epipedon) che di profondità (endopedon); la classificazione basata su di essi interessa i livelli tassonomici più elevati (dall'ordine al sottogruppo).

## Orizzonti diagnostici di superficie

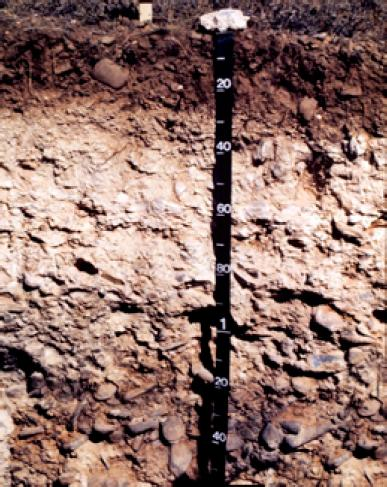
Epipedon mollico di circa 25 cm.

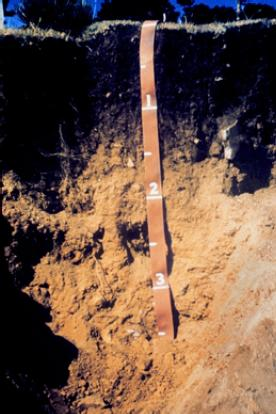
Epipedon umbrico in uno Xerept.

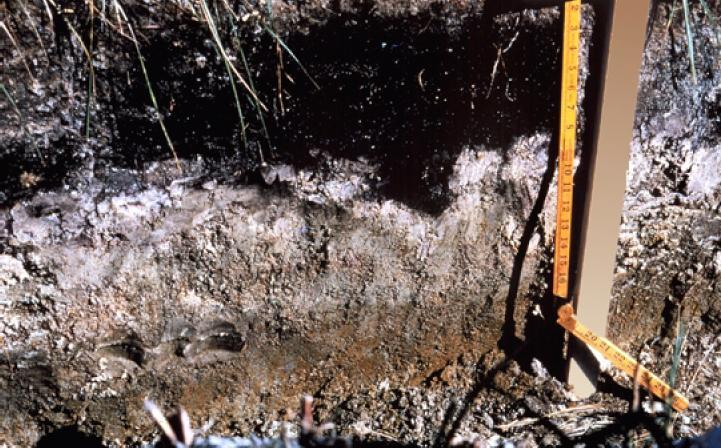
Epipedon histico.

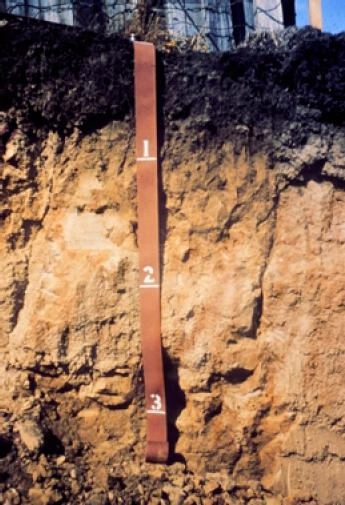
Un epipedon ochrico, troppo sottile per essere mollico.

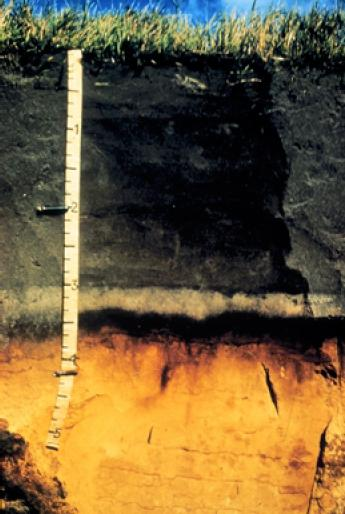
Epipedon plaggen.

Nel sistema classificatorio viene data minore importanza alla presenza o assenza di un epipedon, rispetto a quella data ad un orizzonte diagnostico di profondità. Questo perché, essendo superficiali, gli epipedon possono risentire (e spesso lo fanno) di interventi antropici di qualsivoglia natura (pratiche agronomiche, sbancamenti, compattazioni), che possono anche causare la completa asportazione dello stesso.
Ciononostante, gli epipedon consentono anche di definire univocamente livelli tassonomici elevati (come ad esempio i Mollisol, che devono avere un epipedon mollico, o gli Aridisol, che non lo devono avere).

### Epipedon mollico e umbrico
L'epipedon mollico (dal latino mollis, morbido) è un orizzonte diagnostico molto scuro, non indurito anche se secco, generalmente piuttosto spesso, con un tasso di saturazione in basi maggiore del 50% e meno di 250 ppm di P2O5. Deve inoltre essere umido per almeno tre mesi cumulativi all'anno (in assenza di irrigazione).
Il colore scuro deriva dall'arricchimento in sostanza organica; il contenuto di questa  decresce molto lentamente con la profondità (orizzonte olorganico), rendendo i suoli con questo orizzonte molto fertili; il processo pedogenetico correlato con questo tipo di orizzonte è l'isoumismo. Per essere riconosciuto come tale, un epipedon mollico deve soddisfare precisi requisiti di colore (molto scuri, con valori di chroma minori di 3); dato che alcuni suoli con orizzonte mollico possono presentare arricchimenti di carbonato di calcio (chiaro), se il contenuto di questo sale è elevato i requisiti di colore cambiano.
Questo orizzonte diagnostico è talmente correlato con i suoli dell'ordine dei Mollisol da avergli dato il nome; è l'orizzonte quasi nero e profondo dei suoli di steppa, anche se all'interno di questo sistema di classificazione l'ordine dei Mollisol comprende altri suoli oltre alle terre nere (Chernozem).
L'epipedon umbrico (dal latino umbra, ombra, in riferimento al colore piuttosto scuro) è anch'esso un orizzonte scuro, soffice, relativamente profondo. Ad occhio nudo è indistinguibile da un epipedon mollico; le differenze fra i due si svelano solo dopo un'analisi chimica che rivela il suo tasso di saturazione in basi, che è minore del 50% al contrario del mollico. Pertanto, risulta leggermente più acido e di conseguenza meno fertile.

### Epipedon histico e folistico
Sono due orizzonti diagnostici di superficie molto simili, entrambi caratteristici dei suoli dell'ordine degli Histosol, formati per la gran parte da residui vegetali. Il nome dei due orizzonti ha un'origine un po' spuria, venendo contemporaneamente dal latino folia, foglia, e dal greco histos, tessuto.
L'epipedon folistico è saturato d'acqua per meno di 30 giorni cumulativi in un anno normale. Analogamente agli altri orizzonti organici, deve soddisfare precise condizioni riguardo al contenuto percentuale di carbonio organico; se arato, questa percentuale può diminuire, dato che una certa parte di sostanza organica si perde in seguito a ossidazione derivante da maggior aerazione del profilo.
L'orizzonte histico (dal greco histos, tessuto) è invece un orizzonte che risulta composto da materiali organici (torba) per uno spessore da 20 a 60 cm, analogamente all'epipedon folistico; a differenza di quest'ultimo manifesta però saturazione per più di 30 giorni cumulativi all'anno (a meno che non sia drenato artificialmente) e presenta screziature derivanti da condizioni redox.
Un epipedon histico, così come uno folistico, può coincidere con un orizzonte Ap a condizione di possedere almeno una certa quantità di carbonio organico, in misura direttamente dipendente dal contenuto in argilla.

### Epipedon melanico
Dal greco melanos, nero. Si tratta di uno strato spesso e molto scuro, con elevata concentrazione di sostanza organica; il carbonio organico è complessato con la fase minerale nei cosiddetti complessi alluminio-humus. Si manifestano le cosiddette proprietà andiche; fra i minerali di neoformazione, predominano gli allofani.
La sostanza organica deriva prevalentemente da residui di radici di Graminacee, e si differenzia dalla sostanza organica sviluppatasi sotto foresta utilizzando l'indice melanico. Pur potendo presentarsi anche in altri tipi di suoli, è caratteristico (e generalmente associato) ai suoli dell'ordine degli Andisol.

### Epipedon ochrico
Dal greco ochros, chiaro. Questo epipedon è una sorta di "discarica"; ci rientrano, infatti, tutti quegli epipedon che, per una ragione o per l'altra, non possono essere identificati in uno degli altri tipi. Ad esempio, un epipedon che avrebbe tutti i requisiti per essere mollico, ma è troppo chiaro, o troppo sottile, o troppo duro, diventa ochrico. Orizzonti che potrebbero essere histici o folistici, ma troppo sottili, diventano ochrici. Questo epipedon non ha caratteristiche accessorie peculiari; può averne solo se considerato insieme ad altri orizzonti sottostanti.
L'epipedon ochrico denota, in linea di massima, pedogenesi generalmente poco avanzate, ed è perciò presente in suoli poco evoluti (spesso in associazione con l'orizzonte sottosuperficiale cambico); si osserva infatti di frequente negli ordini degli Entisol e Inceptisol.

### Epipedon antropico e plaggen
L'epipedon antropico (dal greco anthropos, uomo) è analogo all'epipedon mollico, con la differenza che ha un contenuto di P2O5 maggiore di 250 ppm. È dunque anch'esso un orizzonte diagnostico di un certo spessore, scuro e umifero. Gli epipedon antropici non hanno sempre un tasso di saturazione in basi maggiore del 50%, come da requisiti dell'epipedon mollico, ma hanno comunque un TSB più alto degli epipedon dei suoli circostanti. È caratteristico di tutte le zone del mondo in cui vi sia stata lunga e continua presenza umana (Europa, Asia orientale e meridionale), sia come luogo di abitazione (situazione tipica delle zone abbastanza umide) che come zona agricola irrigua (situazione più frequente nelle zone aride).
Anche l'epipedon plaggen (dal tedesco plaggen, zolla) è un orizzonte in cui, alla pedogenesi naturale, si è aggiunto un notevole influsso umano; ha una profondità maggiore di 50 cm e deriva da letamazioni continue e prolungate (anche secoli). Manifesta di conseguenza colori abbastanza variabili, dipendenti dalle tipologie di materiali apportati; i colori sono generalmente scuri, data l'abbondanza di sostanza organica ben umificata. Contengono spesso frammenti di manufatti, terraglie, sabbia.

## Orizzonti diagnostici di profondità
Gli orizzonti diagnostici di profondità si differenziano da quelli di superficie perché la loro formazione e il loro sviluppo sono avvenuti in profondità nel terreno; questa precisazione sembra ovvia ma è in realtà doverosa, perché asportazioni degli strati superiori, dovute alle cause più svariate (erosione, sbancamenti, ecc...) possono mettere a giorno orizzonti di suolo nati e "vissuti" in profondità. Si può pensare, ad esempio, ad un orizzonte diagnostico argillico, risultante da illuviazione di minerali argillosi dalle porzioni soprastanti: un eventuale suo rinvenimento alla superficie di un suolo può essere dovuto solo ad un'asportazione dell'epipedon di quel suolo.

### Orizzonte agrico
Dal latino ager, campo coltivato. L'orizzonte agrico è un orizzonte di illuviazione che manifesta significativi arricchimenti in limo, argilla e humus; si sviluppa in suoli che vengono sottoposti a lavorazioni agricole per tempi lunghi. L'orizzonte agrico deve essere spesso almeno 10 cm.
In un suolo utilizzato continuativamente per scopi agricoli, l'aratura causa lo sviluppo di grossi macropori che, unitamente all'assenza di vegetazione nel periodo immediatamente successivo provoca importanti aumenti della percolazione dell'acqua. Questa acqua, nel suo cammino verso il basso, trascina con sé, eluviandole, particelle di argilla, limo e humus che si accumulano quindi nell'orizzonte immediatamente sottostante.

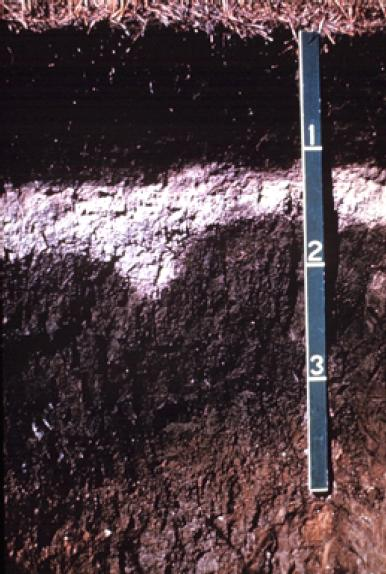
Un orizzonte albico in un Argialboll.

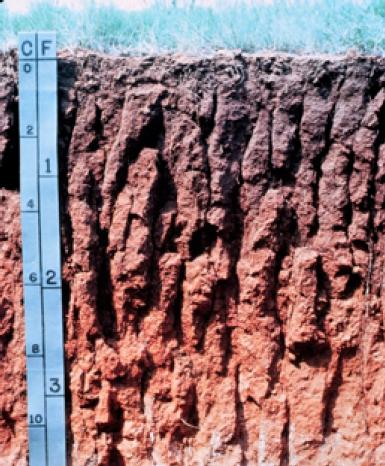
Un orizzonte argillico con struttura prismatica.

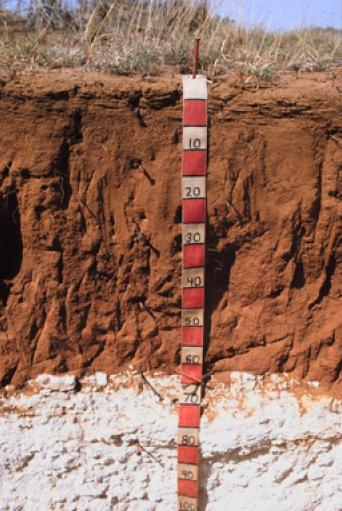
Orizzonte petrocalcico in un Petrocalcid.

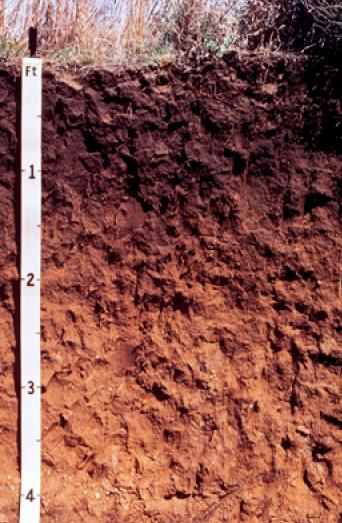
Orizzonte cambico sviluppatosi sotto un epipedon mollico in un Ustoll.

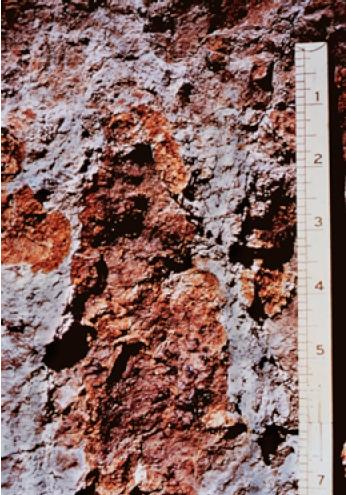
Orizzonte glossico derivante da degradazione di un orizzonte argillico.

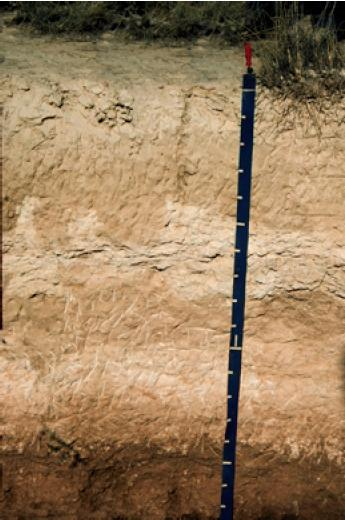
Orizzonte gypsico (la parte più chiara) in un Gypsid.

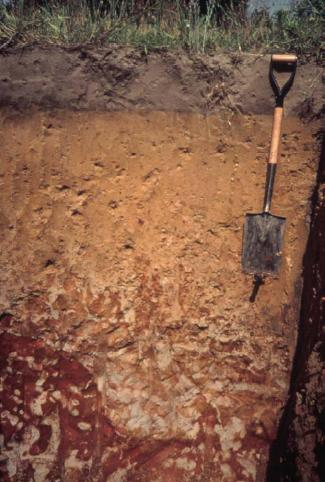
Orizzonte kandico (marroncino) in un Kandiudult.

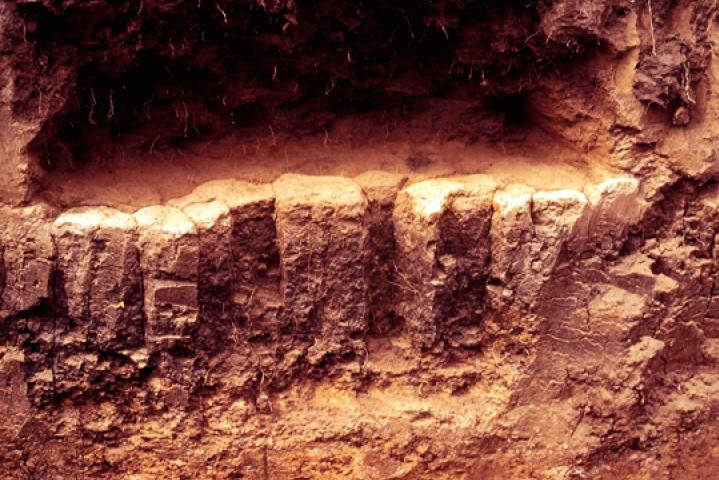
Orizzonte natrico con struttura colonnare in un Natrudoll.

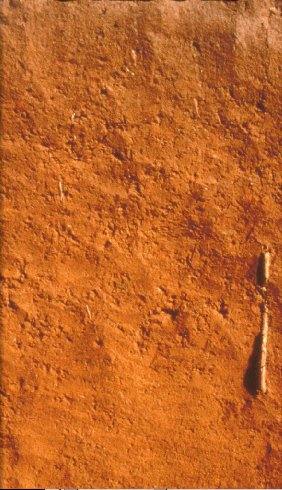
Un orizzonte oxico, con i suoi colori vivaci.

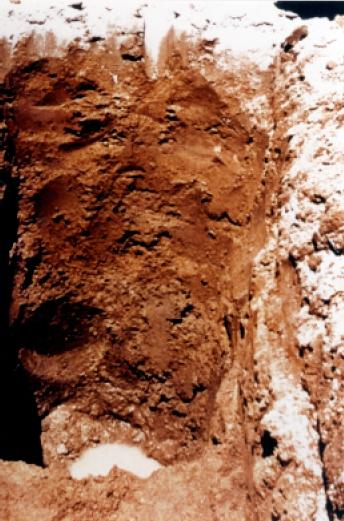
Un orizzonte salico in un Aquisalid.

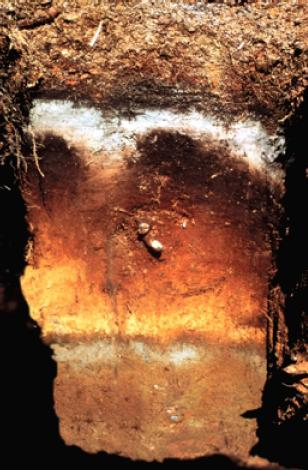
Orizzonte spodico in uno Spodosol, Alaska.

Questi componenti traslocati nel profilo possono accumularsi in differenti maniere, essenzialmente in dipendenza del regime di umidità del suolo. In climi freschi e umidi (regime termico mesico e regime di umidità udico), dove la pedofauna è abbondante, le particelle illuviali si accumulano nelle numerosissime gallerie scavate dai vermi; in climi tendenzialmente secchi, con scarsa pedofauna, come quello mediterraneo (regime di umidità xerico), limo, argilla e humus si accumulano prevalentemente sotto forma di lamelle. 

### Orizzonte albico
Dal latino albus, bianco, l'orizzonte diagnostico albico è un orizzonte di eluviazione, spesso almeno 1 cm e composto per più dell'85% in volume da materiali albici. Si rinviene più spesso al di sotto di un orizzonte genetico A, ma può presentarsi anche alla superficie; data la sua caratteristica di essere uno strato eluviato, è generalmente (ma non sempre) posto al di sopra di un orizzonte di illuviazione, che può essere un fragipan, un orizzonte argillico, kandico, spodico, cambico o natrico. A volte un orizzonte albico separa orizzonti che, se uniti, soddisferebbero tutti i requisiti per un epipedon mollico.

### Orizzonte argillico
L'orizzonte argillico è un orizzonte sottosuperficiale che mostra evidenti segni di illuviazione di minerali argillosi. Se viene rinvenuto alla superficie di un suolo significa che gli strati superficiali sono stati asportati, mediante sbancamenti oppure in seguito a erosione.
La presenza di un orizzonte argillico è sintomo abbastanza chiaro di pedogenesi lunga, almeno qualche migliaio di anni; questo si desume dal fatto che non si rilevano tracce di illuviazione di argilla in suoli più giovani di questa età. Allo stesso modo, anche il clima ha una sua influenza: in località caratterizzate da regime di umidità perudico, quindi con percolazione di acqua nel profilo durante tutto l'anno, non si osservano suoli con un orizzonte argillico. Questo si sviluppa esclusivamente in suoli che restano, almeno per qualche tempo, asciutti. La presenza di un orizzonte argillico, simbolo come già detto di lunga pedogenesi, indica condizioni stabili per lunghi periodi di tempo. Quando si rinviene in un suolo di clima arido, indica condizioni di maggiore umidità in epoche passate, ai quali l'orizzonte è sopravvissuto.
Si è anche scoperto che l'orizzonte argillico, in condizioni di clima fresco e umido, è temporaneo: tende infatti a traslare verso il basso fino a essere distrutto, lasciando al suo posto un orizzonte spodico o glossico.

L'orizzonte argillico è caratteristico di molti taxa: è tipico dei suoli degli ordini degli Alfisol e Ultisol.

### Orizzonte calcico e petrocalcico
È un orizzonte illuviale, spesso almeno 15 cm, in cui si osservano accumuli di carbonato di calcio secondario (CaCO3); per essere identificato come calcico, un orizzonte deve avere un contenuto di CaCO3 superiore al 15% (in massa) e almeno del 5% in più rispetto all'orizzonte sottostante. Questi accumuli di carbonato di calcio fanno sì che questo orizzonte abbia dei colori piuttosto chiari, sbiancati.
La presenza di un orizzonte calcico assume diversi significati a seconda del clima e quindi dei regimi di umidità e temperatura di un suolo. In un clima caldo e arido, dove la scarsa acqua circolante nel profilo non riesce a lisciviare i carbonati, questi si accumulano in filamenti, seguendo i canali scavati dalle radici delle piante ed espandendosi con il tempo fino a "saturare" il profilo e, eventualmente, cementarsi e produrre così un orizzonte petrocalcico. In climi umidi, con falda acquifera subaffiorante in alcuni periodi, la deposizione di carbonato di calcio avviene principalmente per risalita capillare.
L'orizzonte petrocalcico è un orizzonte calcico in cui il calcare si è accumulato ad un livello tale da provocarne l'indurimento irreversibile. Questo processo di accumulo di carbonati richiede lungo tempo; generalmente quindi la presenza di un endopedon petrocalcico segnala pedogenesi di lunga durata. Necessita anche di climi non troppo secchi, in cui, almeno per un certo periodo dell'anno, la percolazione prevalga sulla risalita di acqua; per questo motivo, orizzonti petrocalcici in ambienti troppo aridi sono a tutti gli effetti dei paleosuoli.
Un orizzonte petrocalcico si comporta come un normale orizzonte indurito: le radici non riescono a penetrarlo, eccetto che attraverso le sottili fessurazioni che si possono aprire; i frammenti di questo orizzonte, anche allo stato secco, non si disgregano in acqua. Un orizzonte petrocalcico, per essere identificato come tale, deve avere uno spessore di almeno 10 cm.

### Orizzonte cambico
Dal latino cambiare. Deriva da processi di alterazione fisica e/o trasformazioni chimiche, che hanno provocato trasformazioni della originale struttura rocciosa o aggregazioni delle particelle del suolo (in poche parole, che hanno provocato una pedogenesi almeno iniziale). Per essere definito cambico, un orizzonte deve essere spesso almeno 15 cm.
Le alterazioni fisiche possono avere varie origini: cicli gelo/disgelo o inumidimento/disseccamento, proliferazioni radicali, attività animali. Per quanto riguarda le alterazioni di tipo chimico, può derivare da idrolisi di minerali primari, dissoluzione di sali minerali e successiva loro rideposizione, riduzione e rimozione di ferro. Dato che la definizione di orizzonte cambico è piuttosto lasca, possono manifestarsene diversi tipi, e la sua presenza può essere sintomo di diverse condizioni di nascita e sviluppo di un suolo.

### Duripan
Un duripan è un orizzonte sottosuperficiale cementato, più frequentemente da silice illuviale, altre volte da sali come il carbonato di calcio; si rinviene di preferenza in climi piuttosto secchi. È molto duro allo stato secco, ma diventa friabile se inumidito.

### Fragipan
Un fragipan è un orizzonte sottosuperficiale caratterizzato da elevata densità apparente (cioè considerando anche i vuoti) e ridotta permeabilità. Un orizzonte a fragipan è soffice allo stato umido, ma si indurisce se disseccato.

### Orizzonte glossico
Dal greco glossa, lingua. Questo orizzonte si sviluppa come "degradazione" di preesistenti orizzonti argillici, kandici o natrici dai quali argille e ossidi di ferro sono stati rimossi; i materiali rimanenti nel profilo, dopo la rimozione, sono detti materiali albici. Nella tassonomia, un orizzonte viene classificato come glossico quando la percentuale in volume dei materiali albici è compresa tra il 15 e l'85%.
Nei primi stadi di sviluppo di questo tipo di orizzonte diagnostico l'orizzonte appare come costituito per la maggior parte (>85% in volume) dai materiali originariamente componenti l'orizzonte argillico, kandico o natrico; le parti in cui la rimozione è cominciata appaiono come degli "allunghi" sbiancati, delle "lingue" appunto, che si estendono nel profilo. Via via che il processo di rimozione procede, le "lingue" si ampliano sempre di più; i limiti fra le zone costituite dai materiali albici e le residue parti degli orizzonti argillici, kandici o natrici di origine possono essere più o meno chiari.

### Orizzonte gypsico e petrogypsico
Dal latino gypsum, gesso. Si tratta di un orizzonte illuviale in cui si osservano accumuli consistenti di gesso secondario, derivante da ricristallizzazione; l'accumulo può realizzarsi uniformemente oppure in masse ben definite.
La maggior parte dei suoli con un orizzonte gypsico si sviluppano in climi caldi e aridi, su materiali parentali ricchi in gesso.
Per essere definito come gypsico, un orizzonte deve avere uno spessore di almeno 15 cm e contenere un minimo del 5% in volume di gesso; almeno l'1% del gesso totale visibile deve essere secondario. Inoltre, il prodotto del contenuto in gesso totale per lo spessore deve essere maggiore di 150.
Quando l'accumulo di gesso raggiunge livelli sufficientemente elevati, si manifesta un indurimento irreversibile dell'orizzonte interessato; l'orizzonte non può essere attraversato dalle radici delle piante e non si disgrega in acqua. Si parla in questo caso di orizzonte diagnostico petrogypsico.

### Orizzonte kandico
Dal latino kandite, caolinite.

L'orizzonte kandico è un orizzonte di illuviazione, caratterizzato, come l'orizzonte argillico, da contenuto in argilla maggiore di quello dell'orizzonte soprastante; questo incremento si realizza in una distanza verticale di meno di 15 cm. Dato che nella componente argillosa sono presenti caoliniti relativamente abbondanti, la capacità di scambio cationico di questi terreni è più bassa, non dovendo superare i 16 cmol/ kg argilla. Per essere identificato come kandico un orizzonte deve anche avere uno spessore minimo di 30 cm; se si osserva un contatto litico, densico, paralitico o petroferrico  entro 50 cm, lo spessore deve essere maggiore di 15 cm.

Generalmente, la presenza di questo tipo di argille denota pesante alterazione dei minerali primari, indice di pedogenesi piuttosto lunga, di solito avvenuta in climi tendenzialmente caldi con precipitazioni almeno moderate.

### Orizzonte natrico
Dal latino natrium, sodio, vista l'abbondante presenza di questo elemento. È una specie particolare di orizzonte argillico, in cui l'illuviazione di argilla viene favorita dalla abbondante presenza di sodio (almeno il 15% del complesso di scambio); la presenza di questo ione, molto destrutturante, fa sì che questi suoli abbiano proprietà fisiche poco espresse ad eccezione di una decisa struttura colonnare o a blocchi.

### Ortstein
Un ortstein è un orizzonte pedologico cementato, profondo almeno 25 mm, consistente in materiali spodici. La presenza di un orizzonte di questo tipo rappresenta un ostacolo alla penetrazione delle radici delle piante, che possono infilarsi solo in eventuali fessurazioni.

### Orizzonte oxico
È un orizzonte sottosuperficiale minerale, caratterizzato da intensa alterazione dei minerali primari, tessitura franco-sabbiosa o più fine, capacità di scambio cationico minore o uguale a 16 cmol/kg argilla; deve inoltre avere uno spessore minimo di 30 cm. Il processo pedogenetico dominante nei suoli in cui si rinviene questo tipo di orizzonte è la ferrallitizzazione.
L'intensa alterazione a cui sono stati sottoposti i minerali primari fa sì che, per essere definito oxico, un orizzonte diagnostico debba contenere pochissimi minerali ancora alterabili. Dato che i minerali di questo tipo sono una preziosa fonte di nutrienti per le piante (Ca, Mg, K), la loro scarsissima presenza fa sì che un orizzonte di questo tipo sia piuttosto povero, caratteristica questa estendibile a tutti i suoli in cui tipicamente viene rinvenuto questo tipo di orizzonte diagnostico (oxisol soprattutto). Le tessiture tendenzialmente piuttosto grossolane, inoltre, fanno sì che questi orizzonti abbiano una bassa capacità di ritenuta idrica; questa percola facilmente verso il basso, creando in genere condizioni di aridità.
Il contenuto di argille nell'orizzonte rimane piuttosto costante con la profondità, indicando una certa stabilità nella frazione argillosa del suolo che causa scarsa o nulla mobilità; questa potrebbe dipendere da eventuali cementazioni da parte di sesquiossidi. Proprio la presenza di questo tipo di composti (ossidi e idrossidi di Al e Fe, principalmente) fornisce a questo tipo di orizzonti i colori vivaci, giallo, rosso, arancione che spesso manifestano.
Questo tipo di orizzonte si sviluppa su superfici antiche, stabili, dove non si osserva ringiovanimento del suolo attraverso processi erosivi; la pedogenesi è quindi, in questi casi, di lunga durata.

### Orizzonte placico
Dal greco plax, pietra piatta. È un sottilissimo orizzonte diagnostico (massimo 25 mm, se associato a materiali spodici, per distinguerlo dagli ortstein) cementato da ferro, manganese o sostanza organica. Si può associare ad una stratificazione già presente nei materiali parentali oppure a marcate differenze di conduttività idraulica fra due orizzonti pedologici; si può trovare in varie tipologie di suoli.
Per quanto riguarda la sua origine, sembrerebbe che possa derivare da riduzione (con conseguente mobilizzazione) del ferro, seguita da sua ricristallizzazione e assorbimento di sostanze umiche. Un orizzonte placico è generalmente associato a clima umido e fresco; come tutti gli strati induriti, costituisce un ostacolo insuperabile alla radicazione delle piante a meno che non sia fessurato.

### Orizzonte salico
L'orizzonte salico è un orizzonte sottosuperficiale di accumulo di sali a solubilità in acqua maggiore di quella del gesso; un minerale tipico di questi suoli è la halite, costituita dal comune cloruro di sodio.
Per essere considerato salico, un orizzonte diagnostico deve soddisfare alcune condizioni in merito a spessore e conduttività elettrica:
- quest'ultima deve essere, per almeno 90 giorni consecutivi in un anno normale, maggiore di 30 dS/m nell'acqua estratta dalla pasta satura;
- lo spessore deve essere maggiore di 15 cm;
- il prodotto di queste due grandezze deve essere maggiore di 900.

Alcuni orizzonti salici in suoli di regioni molto aride, come il Cile settentrionale sono talmente induriti da non essere penetrabili dalle radici delle piante; dal momento che però si disgregano in acqua, non soddisfano le caratteristiche richieste per gli orizzonti cementati.

### Orizzonte sombrico
Dal francese sombre, scuro, l'orizzonte sombrico è un orizzonte sottosuperficiale, piuttosto scuro, in cui si manifesta un arricchimento in humus illuviale, non associato ad alluminio (come succede negli orizzonti spodici). L'orizzonte sombrico si rinviene solo in alcuni suoli di ambiente subtropicale e tropicale di montagna, piuttosto freddi e umidi.
Per le sue caratteristiche, può essere confuso con un orizzonte A (di superficie) sepolto; il discriminante è dato dal fatto che, essendo l'humus illuviale, si concentra in pellicole nelle fessure e nei macropori, e non è uniformemente distribuito nel profilo come può essere in un orizzonte superficiale.

### Orizzonte spodico
Un orizzonte spodico (dal greco spodos, cenere) è un orizzonte in cui si osserva accumulo illuviale di complessi alluminio-humus derivanti da acidolisi dei minerali argillosi originari. L'entità di questo accumulo è tale che questi composti (detti materiali spodici) costituiscono più dell'85% in volume dell'intero orizzonte. In suoli non disturbati, un orizzonte spodico giace normalmente sotto un orizzonte eluviale albico, decolorato.
Un orizzonte spodico si forma solo in assenza di carbonati, che pertanto non devono essere presenti nei materiali parentali o devono eventualmente essere rimossi dal profilo (decarbonatazione). L'orizzonte spodico è caratteristico dei suoli dell'ordine degli Spodosol; si associa pertanto generalmente a climi freddi e umidi, sotto foresta di conifere, anche se eccezionalmente si possono formare in climi più oceanici (su substrati acidi) e in ambienti caldi.

### Orizzonte sulfurico
L'orizzonte sulfurico è un orizzonte, spesso almeno 15 cm, in cui si osserva la presenza di acido solforico derivante da ossidazione di solfuri, provenienti dai materiali parentali. È di conseguenza molto acido e quindi fitotossico: il pH deve essere minore di 3,5 e in alcuni suoli scende fino a 2. Nell'orizzonte si rilevano spesso anche delle macchiette rosse, risultato della deposizione di ferro ossidato.
Si osserva più spesso in zone costiere, nella cosiddetta fascia delle mangrovie, dove si formano dei suoli caratterizzati da solfato-riduzione (un processo pedogenetico simile a grandi linee alla gleyzzazione), con accumulo di solfuri. La cessazione delle condizioni di drenaggio difficoltoso causa un'ossigenazione del profilo che comporta l'ossidazione dei solfuri ad acido solforico.